# うるわしのワシリーサ
『うるわしのワシリーサ』は、ロシアの民話。アレクサンドル・アファナーシェフの編纂した『ロシア民話集』に収められている。

## あらすじ

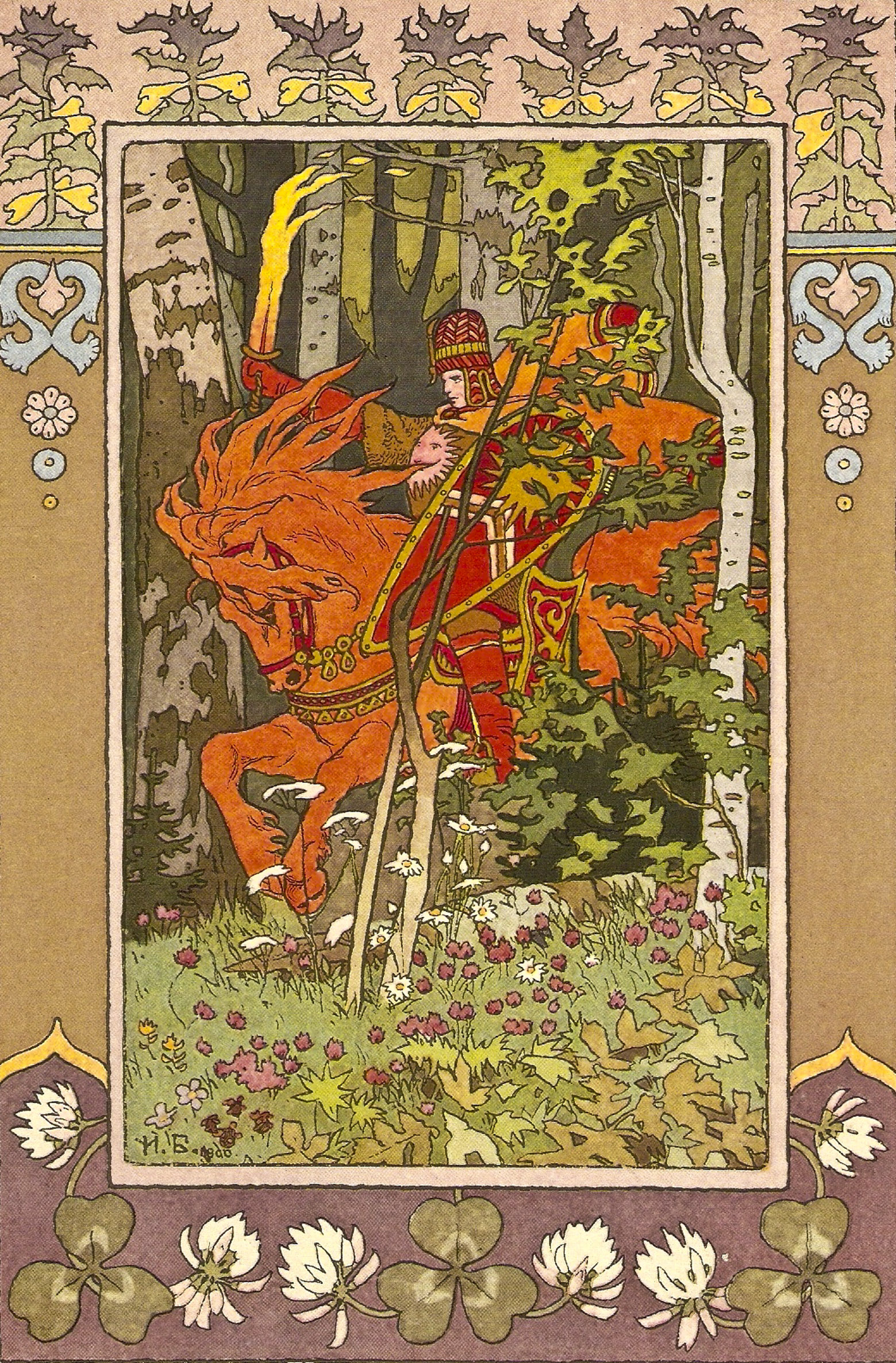
赤い騎士（イヴァン・ビリビン画）

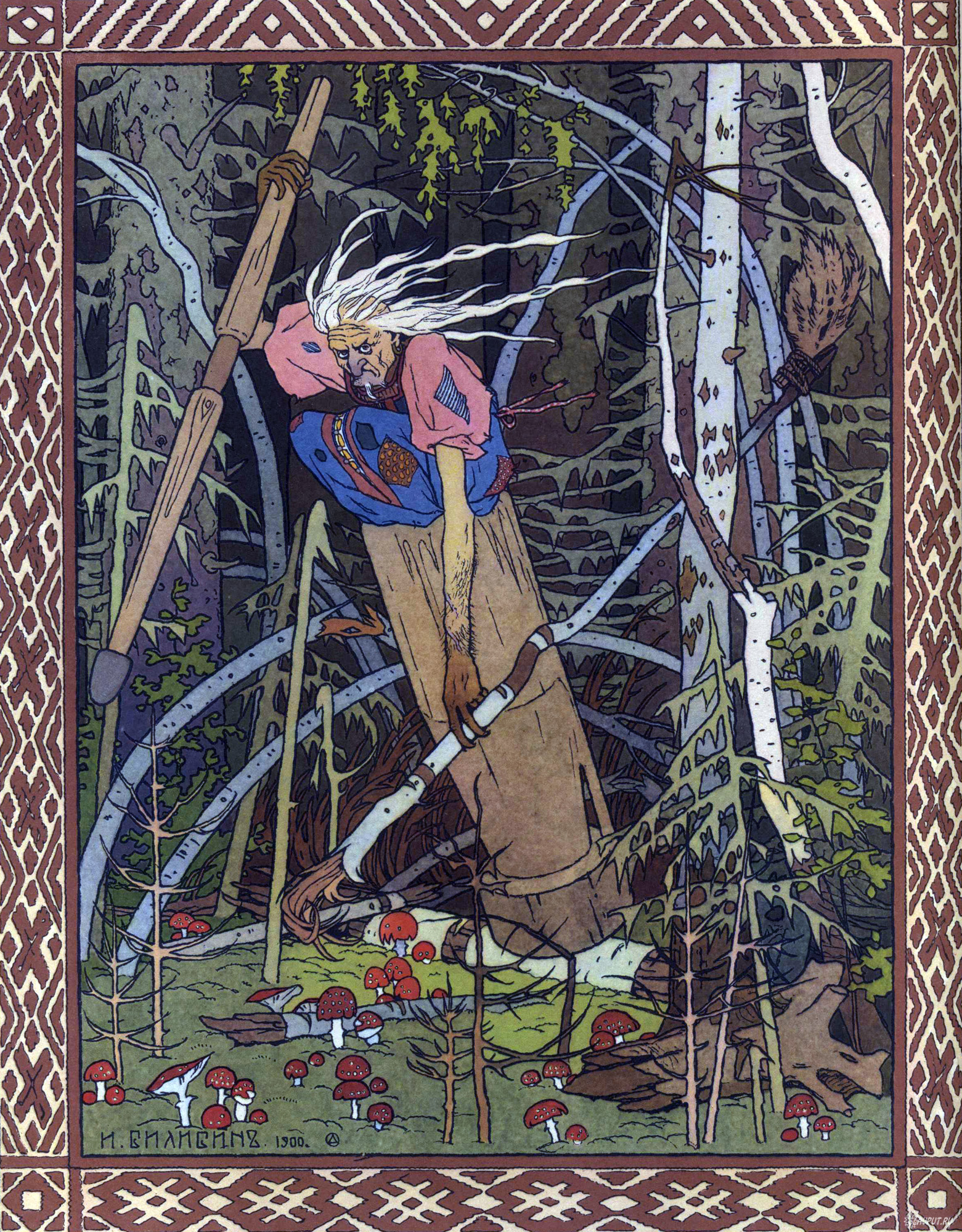
臼に乗るバーバ・ヤーガ（イヴァン・ビリビン画）

商人は妻と娘のワシリーサと暮らしていた。ワシリーサが8歳の時に母親が病気で死んでしまうが、母親は亡くなる間際にワシリーサに木の人形を渡し、困ったときには人形に食事を与えて相談するよういった。
妻を亡くした商人は再婚をするが、相手は2人の娘を持つ意地悪な女性だった。継母はワシリーサに仕事を押し付けるが、人形の助けを借りることでこなすことができた。結婚する年頃になり、ワシリーサと結婚したいという若者が現れても、継母は自分の娘たちよりも先に結婚はさせないと断っていた。しかし継母の娘と結婚する者は現れなかった。
ある日、商人が旅に出かけることになった。継母は家を売って森の近くの家へ引っ越した。ある夜、継母は娘たちにそれぞれ仕事を与えるとロウソク1本を残して家中の灯を消してしまった。継母の娘はそのロウソクの火をわざと消し、ワシリーサにバーバ・ヤーガから灯を貰ってくるよう言いつける。ワシリーサが人形に相談すると、人形は行っても大丈夫だと回答した。ワシリーサがバーバ・ヤーガのところへ向かっていると、何もかもが白い騎士が通り過ぎると夜が明け、何もかもが赤い騎士が通り過ぎると太陽が昇った。バーバ・ヤーガの小屋は鶏の脚の上に立っており、周りを囲む柵は人間の骨でできていた。そこに何もかもが黒い騎士が通り過ぎると夜が訪れ、頭蓋骨の眼窩から明かりが発せられた。
ワシリーサが逃げようか怯えていると臼に乗ったバーバ・ヤーガが現れた。ワシリーサが事情を話すと、バーバ・ヤーガは自分のもとでしっかり働けば灯を渡すが、そうでなければ食べてしまうといった。最初の日の仕事は、小屋と庭の掃除をし、夕食の準備をし、小麦の中から他の穀物を取り除くことだった。バーバ・ヤーガが出かけると白い騎士と赤い騎士が通り過ぎて行った。仕事は人形がほとんど片づけてしまっていたので、ワシリーサは夕食の支度をするだけで済んだ。黒い騎士が通り過ぎるとバーバ・ヤーガが帰ってきた。仕事が片付いているのを見ると3組の手に小麦を挽かせた。次の日の仕事にはケシの実から土を掃うことが加えられた。その日も料理を除いて人形が仕事を片付けた。バーバ・ヤーガは帰ってくると3組の手にケシの実から油を搾らせた。
食卓でワシリーサが黙っているとバーバ・ヤーガが何か話すよう言った。ワシリーサが3人の騎士について尋ねると、白い騎士は朝、赤い騎士は昼、黒い騎士は夜であることが分かる。バーバ・ヤーガがワシリーサになぜ仕事を片付けられたのか聞くと、ワシリーサは母親の祝福があったからだと答える。それを聞くとバーバ・ヤーガは目から光を発する頭蓋骨を渡し、ワシリーサを帰らせる。ワシリーサが家へ持って帰ると、頭蓋骨の火が継母とその娘たちを灰になるまで燃やし尽くした。
ワシリーサはおばあさんの家に泊めてもらい、布を織り上げる。その素晴らしさから王様に気に入られ、ワシリーサは王様と結婚した。旅から帰った父親も迎えて幸せに暮らした。

## 変形
話によってはワシリーサの継母と娘たちが死んだ後、帰ってきた父親と幸せに暮らすものもある。これは女性を主人公とした物語としては珍しいものであるが、『ジャックと豆の木』や『ヘンゼルとグレーテル』などのように似たものもある。

## 解説
この物語に登場する3人の騎士はバーバ・ヤーガの他の物語にもたびたび登場し、バーバ・ヤーガの神秘性を増しているとされる。
アファナーシェフはこの物語には多くの物語の基礎となるものが存在するとしている。それは光（ワシリーサ）と闇（継母とその娘）の対立であるという。

## 映画作品
1939年、ソビエト連邦でこの物語を基にした映画が作成された。政府からファンタジー作品としては巨額の予算が組まれている。